# Portugalia na Letnich Igrzyskach Olimpijskich 1936
Portugalię na Letnich Igrzyskach Olimpijskich 1936 reprezentowało 19 zawodników (sami mężczyźni). Był to szósty start reprezentacji Portugalii na letnich igrzyskach olimpijskich.

## Zdobyte medale
| Medal | Zawodnik                                           | Dyscyplina  | Konkurencja                               | Rezultat |
| ----- | -------------------------------------------------- | ----------- | ----------------------------------------- | -------- |
| Brąz  | José Beltrão, Domingos de Sousa, Luís Mena e Silva | Jeździectwo | drużynowy konkurs skoków przez przeszkody | 56 pkt   |

## Skład kadry

### Jeździectwo
- José Beltrão – skoki przez przeszkody indywidualnie – 6. miejsce,
- Domingos de Sousa – skoki przez przeszkody indywidualnie – 16. miejsce,
- Luís Mena e Silva – skoki przez przeszkody indywidualnie – 21. miejsce,
- José Beltrão, Domingos de Sousa, Luís Mena e Silva – skoki przez przeszkody drużynowo – 3. miejsce

### Lekkoatletyka
Mężczyźni
- Manuel Dias – maraton – 17. miejsce,
- Jaime Mendes – maraton – nie ukończył biegu,

### Strzelectwo
Mężczyźni
- Alberto Andressen Junior – pistolet szybkostrzelny 25 m – nie sklasyfikowany
- Joaquim da Mota – pistolet szybkostrzelny 25 m – nie sklasyfikowany
- Carlos Queiroz

pistolet szybkostrzelny 25 m – nie sklasyfikowany
karabin małokalibrowy leżąc 50 m – 23. miejsce,
- Moysés Cardoso – pistolet dowolny 50 m – 40. miejsce,
- Eduardo Santos – karabin małokalibrowy leżąc 50 m – 15. miejsce,
- Francisco António Real – karabin małokalibrowy leżąc 50 m – 58. miejsce,

### Szermierka
Mężczyźni
- Henrique da Silveira – szpada indywidualnie – 6. miejsce,
- Paulo Leal – szpada indywidualnie – odpadł w półfinale,
- Gustavo Carinhas – szpada indywidualnie – odpadł w ćwierćfinale,
- Henrique da Silveira, Paulo Leal, António de Menezes, João Sassetti, Gustavo Carinhas – szpada drużynowo – 5. miejsce,

### Żeglarstwo
- Ernesto Mendonça – Jole olimpijskie – 21. miejsce,
- António de Herédia, Joaquim Fiúza – klasa Star – 10. miejsce,